# Everything Is Borrowed
Everything Is Borrowed è il quarto album in studio del musicista e rapper britannico The Streets, pubblicato il 15 settembre 2008.

## Tracce
Testi e musiche di Mike Skinner, eccetto dove indicato.
1. Everything Is Borrowed – 4:04
2. Heaven for the Weather – 3:27
3. I Love You More (Than You Like Me) – 3:45
4. The Way of the Dodo – 3:33
5. On the Flip of a Coin – 3:21
6. On the Edge of a Cliff – 3:04
7. Never Give In – 3:25
8. The Sherry End – 2:46
9. Alleged Legends – 3:12 (Mike Skinner, Tim Vigon)
10. The Strongest Person I Know – 3:03
11. The Escapist – 5:16

Traccia aggiunta nella versione iTunes
1. To Your Face – 3:35

## Classifiche
| Classifiche (2008) | Posizione massima |
| ------------------ | ----------------- |
| Austria            | 64                |
| Belgio (Fiandre)   | 28                |
| Belgio (Vallonia)  | 72                |
| Danimarca          | 9                 |
| Francia            | 99                |
| Germania           | 58                |
| Irlanda            | 19                |
| Regno Unito        | 7                 |
| Stati Uniti        | 154               |
| Svizzera           | 19                |